# Vodka
Vodka (tiếng Ba Lan: wódka [Vutka], tiếng Nga: водка [Votkə], tiếng Thụy Điển:vodka [vɔdkɑː]) là một loại đồ uống có cồn được chưng cất có nguồn gốc từ Thụy Điển, Ba Lan và Nga bao gồm chủ yếu là nước và ethanol nhưng đôi khi có sự pha trộn của tạp chất và hương liệu. Theo truyền thống, rượu được tạo ra bằng cách chưng cất chất lỏng từ các loại ngũ cốc hoặc khoai tây đã được lên men, mặc dù một số thương hiệu hiện đại sử dụng trái cây hoặc đường để lên men.
Kể từ những năm 1890, rượu vodka tiêu chuẩn là 40% cồn theo thể tích (ABV) (80 proof Mỹ). Liên minh châu Âu đã thiết lập nồng độ cồn tối thiểu 37,5% cho rượu vodka. Vodka ở Hoa Kỳ phải có nồng độ cồn tối thiểu 40%.
Vodka theo truyền thống là uống một cách "gọn gàng" hoặc "thẳng" (không pha với nước, đá hoặc cocktail khác), mặc dù nó thường được phục vụ trong trạng thái để lạnh trong tủ đá trong các nước vành đai vodka như Belarus, Estonia, Phần Lan, Iceland, Litva, Latvia, Na Uy, Ba Lan, Nga, Thụy Điển và Ukraine. Nó cũng được sử dụng trong các loại cocktail và đồ uống hỗn hợp, như Vodka Martini, Cosmopolitan, Vodka Tonic, Screwdriver, Greyhound, Black Russian hoặc White Russian, Moscow Mule, Bloody Mary và Bloody Caesar.

## Từ nguyên

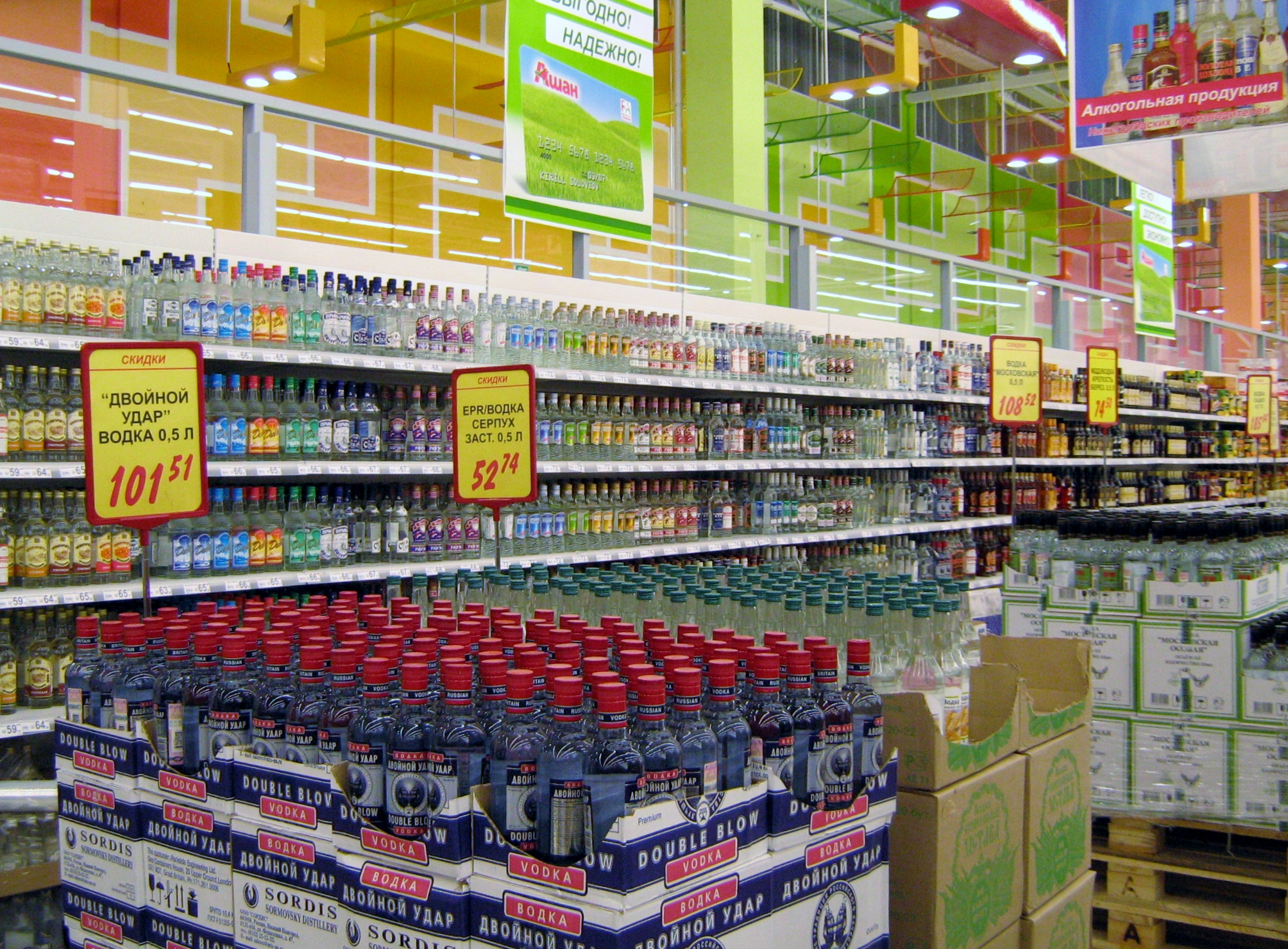
Một kho rượu vodka tại một siêu thị gần Nizhny Novgorod, Nga

Tên vodka là một dạng thu gọn của từ Slavic voda (nước), được hiểu là một ít nước: từ gốc - (vod-) [nước] + -к- (-k-) (hậu tố nhỏ) + - a (hậu tố của giống cái).
Từ vodka được ghi lại lần đầu tiên vào năm 1405 tại Akta Grodzkie, các tài liệu tòa án từ Palatinate của Sandomierz ở Ba Lan. Vào thời điểm đó, wódka đã đề cập đến các loại thuốc và mỹ phẩm, trong khi đồ uống được gọi là gorzałka (từ tiếng Ba Lan cổ gorzeć có nghĩa là "đốt cháy"), cũng là nguồn gốc của từ horilka của Ukraine (горілка). Từ vodka viết bằng tiếng Cyrillic xuất hiện đầu tiên vào năm 1533, liên quan đến một loại thuốc uống được các thương nhân của Rus Kiev mang từ Ba Lan đến Nga.

## Lịch sử

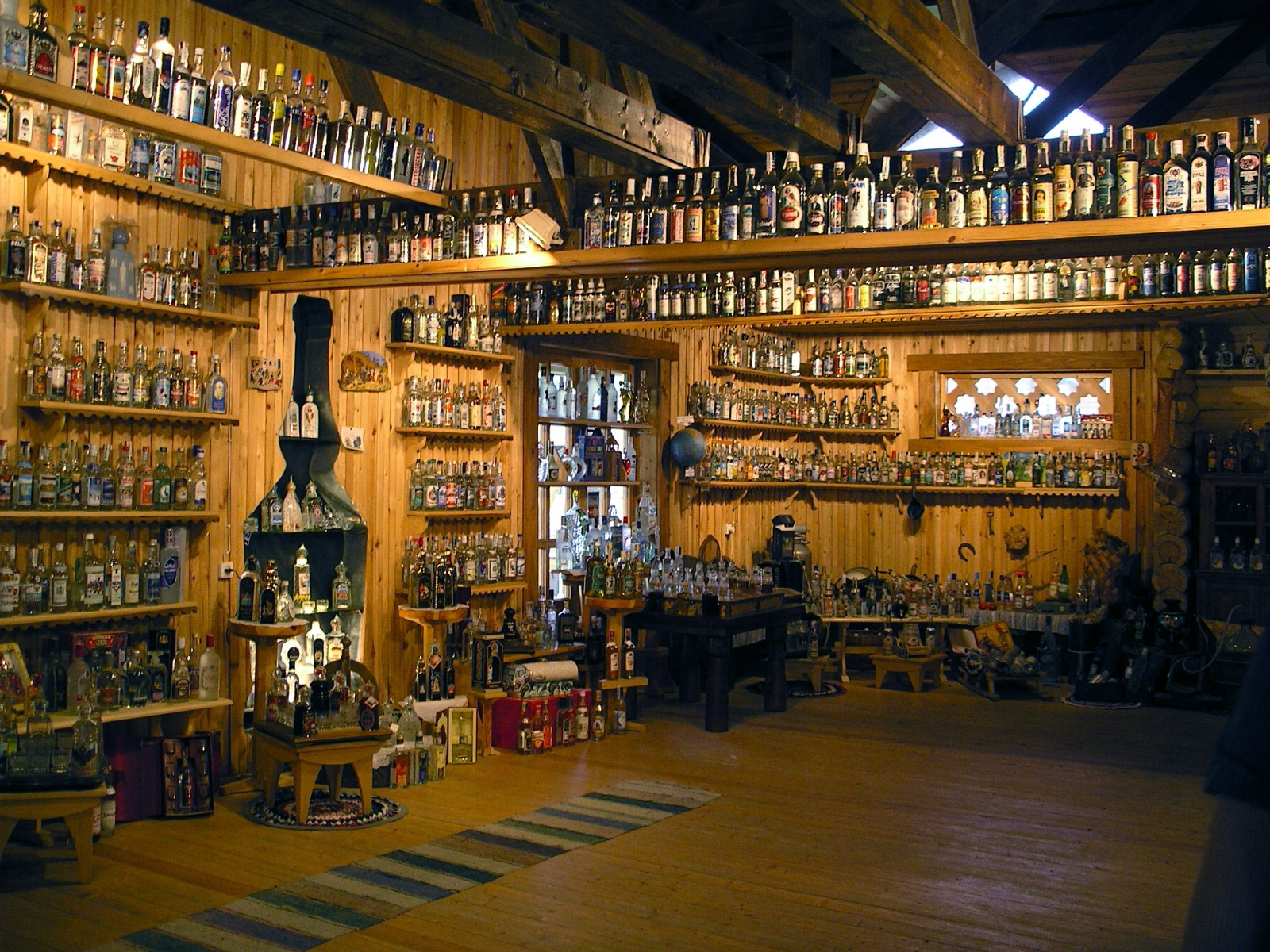
Bảo tàng vodka ở Sankt-Peterburg, Nga

Vodka "nguyên thủy" là thứ rượu có nguồn gốc từ thế kỷ XII và một số nước Đông Âu nhất là Nga, Ba Lan và Litva. Nó cũng có truyền thống lâu đời ở Bắc Âu. Các khu vực này thường được gọi là vùng Vodka (Vodka Belt) không chỉ vì vodka có xuất hiện ở đây mà còn vì đây là nơi sản xuất và tiêu thụ vodka nhiều nhất thế giới. Ở Nga có hẳn một bảo tàng về vodka.
Người Nga gọi voda và Ba Lan gọi là woda có nghĩa là little water, Vào thế kỷ XIV, vodka được sản xuất nhiều ở Nga và Ba Lan, được dùng trong các lễ nghi tôn giáo. Sau 300 năm, vodka được xem là quốc tửu của người Nga, được phục vụ trong các buổi tiệc Sa Hoàng.
Theo truyền thống, vodka thường được uống trực tiếp, nhất là Đông Âu và Bắc Âu. Song ở nhiều nơi khác trên thế giới, nó có thể được thưởng thức dưới hình thức cocktail, làm rượu thuốc, v.v...Tên gọi vodka còn thường được dùng để chỉ một số loại rượu khác có những đặc điểm chung với vodka về hình thức và cách sản xuất. Vodka trong tiếng Nga là Водка, bắt nguồn từ Вода nghĩa là "nước nhỏ". Rượu shōchū của Nhật Bản thường được gọi không chính thức là "vodka Nhật". Rượu bạch tửu (白酒) của Trung Quốc thường được gọi không chính thức là "vodka Tàu".
Năm 1818, Pyotr Smirnoff lập nhà máy đầu tiên ở Nga và sản xuất các loại vodka lọc qua than hoạt tính, Năm 1930 đến 1960, rượu được sản xuất tại các quầy bar

## Hình ảnh

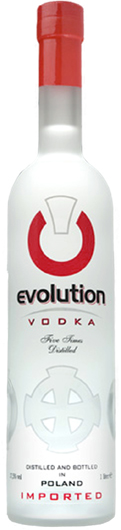
Vodka Evolution, Ba Lan
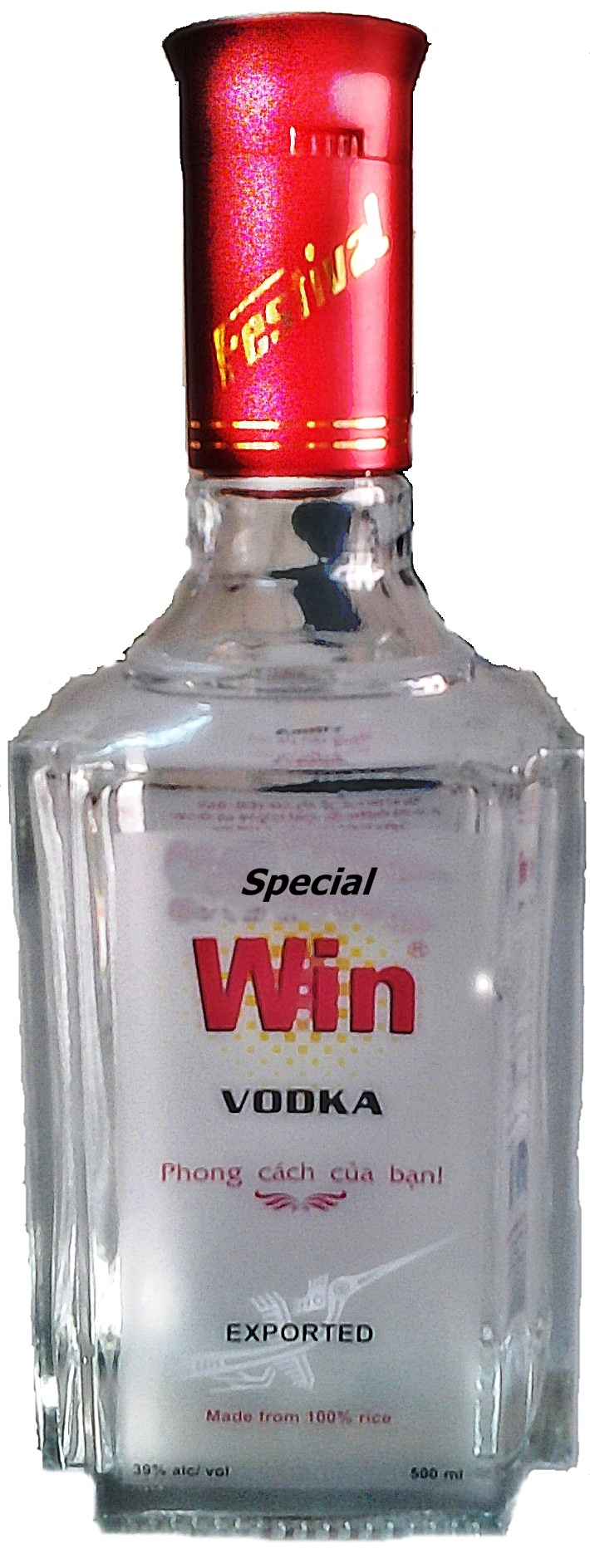
Vodka Win special Việt Nam
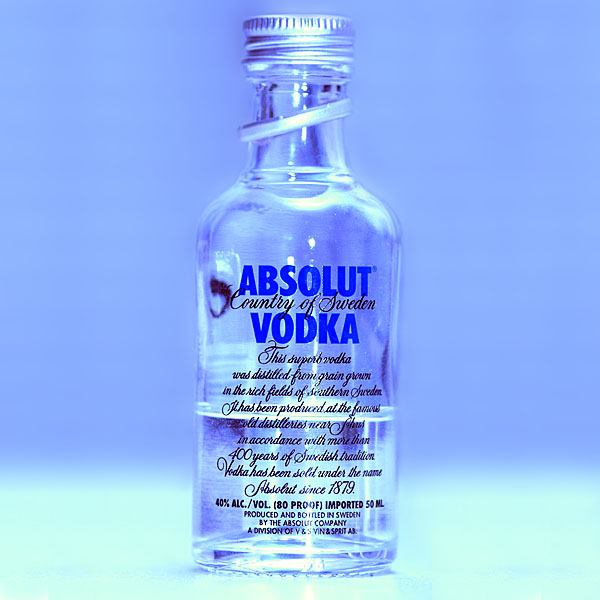
Absolut Vodka, Thụy Điển
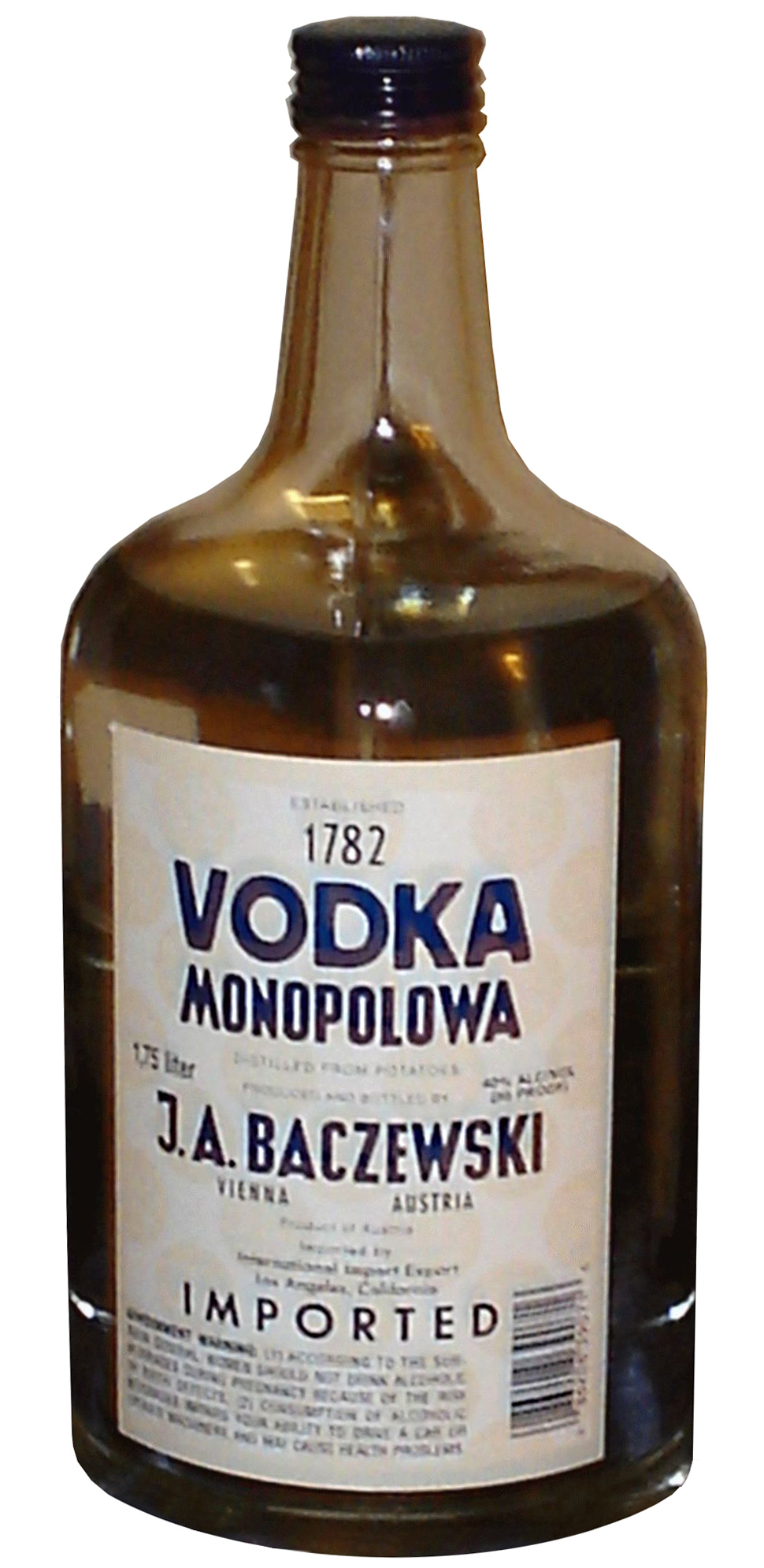
Vodka đầu tiên của Ba Lan "Monopolowa", năm 1782 của Jan Baczewski
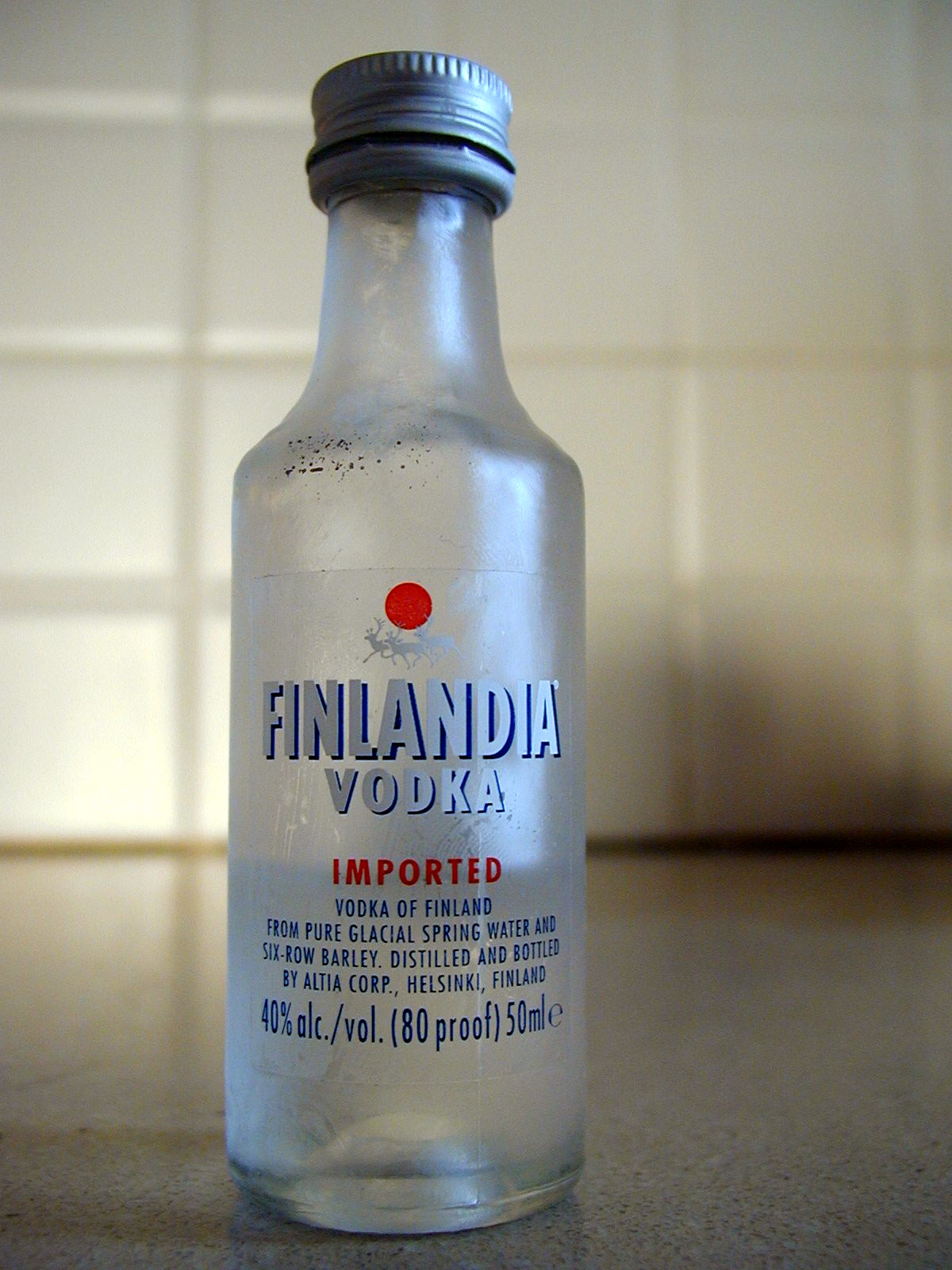
Vodka hoa quả Finlandia, Phần Lan